# Исая Преспански и Охридски
Исая или Исайя (на гръцки: Ησαΐας Πρεσπών – Αχριδών) е гръцки духовник, преспански и охридски митрополит в XVIII век.

## Биография
През май 1771 година Исая е избран и по-късно ръкоположен за преспански епископ. В 1774 година поема управлението на овдовялата Лихнидска митрополия в Охрид. В 1776 година е обвинен, че се опитва да възстанови Охридската архиепископия и е повикан на съд в Цариград. Синодът го оправдава и на 16 февруари 1779 година той заема отново катедрата си в Охрид и отправя послание до клира и народа в епархията си, с което строго заплашва противниците си.
През октомври 1776 година Преспанската архиепископия е обединена с Лихнидската митрополия и оттогава Исая носи титлата митрополит „Преспански и Лихнидски“ (Πρεσπών και Λυχνιδών).
Българското население влиза в конфликт с Исая и той е принуден да напусне Охрид и да се установи в Преспа, докато се усмири паството му.
Кузман Шапкарев пише за него:
| „ | Старите наши деди и предеди разказваха ни за вторий или третий гръцки владика Исайя, че един празничен ден, когато влязъл в митрополитската св. Климентова църква да служи, няколко дързостни граждани влезли по него в църквата и с голи мечове в ръка изпречили му се и му извикали: „Или вън, или сега ще те изпокъсаме на частички“. Владиката незабавно оставил църквата, следователно утринта и епархията, и си отишъл, откъдето бил дошъл. | “ |

От май 1793 до смъртта си в 1801 година е неокесарийски митрополит.